# Milan Havel
Milan Havel, né le 7 août 1994 à Benešov, est un footballeur international tchèque, qui joue au poste d'arrière droit au Viktoria Plzeň.

## Biographie

### En club
Milan Havel est formé au Bohemians 1905, avec qui il commence sa carrière professionnelle en 2013. Il fait ses débuts le 12 mai 2013 en deuxième division tchèque face au FK Ústí nad Labem, en remplaçant Jan Morávek à deux minutes du terme de la rencontre. Le 5 juin, Havel honore sa première titularisation contre le Baník Sokolov. Le Bohemians termine à la seconde place et remonte en première division un an après l'avoir quittée.
Havel doit attendre le 7 mars 2015 pour disputer ses premières minutes en première division face au FK Příbram, ne disputant qu'une minute de jeu. Lors de l'ultime journée, il est titularisé pour la première fois au plus haut échelon face au Sparta Prague. Au cours de la saison suivante, Milan Havel gagne une place de titulaire au poste d'arrière gauche. Il inscrit d'ailleurs son premier but le 7 mai 2016 en déplacement sur le terrain du Baník Ostrava, inaugurant la victoire 2-1 des siens.
Le 13 juillet 2017, il rejoint le Viktoria Plzeň, pour un montant estimé à 20 millions de couronnes tchèques par les médias locaux. Il dispute son premier match sous ses nouvelles couleurs pour son premier match européen en troisième tour de qualification à la Ligue des champions contre le FCSB. Cette saison-là, Havel dispute pour la première fois la phase de groupes de la Ligue Europa, et joue désormais au poste d'arrière droit. Le Viktoria Plzeň est sacré champion de Tchéquie en 2018, et se qualifie ainsi pour la Ligue des champions. Il dispute son premier match de C1 le 23 octobre 2018 dans le cadre de la 3e journée de la compétition au Stade Santiago-Bernabéu au poste de milieu droit. Havel dispute aussi les trois dernières journées de Ligue des Champions.
Le 3 septembre 2019, il est prêté à son club formateur. Le 20 septembre, il inscrit le premier doublé de sa carrière face au Fastav Zlín. À la fin de l'année 2019, il retourne au Viktoria Plzeň. Le 19 août 2021, il inscrit son premier but européen face au CSKA Sofia en qualifications à la Ligue Europa Conférence.

### En sélection
Le 8 septembre 2021, Havel honore sa première sélection en équipe de Tchéquie lors d'un match amical face à l'Ukraine, durant lequel il dispute la première mi-temps. Il dispute son deuxième match international le 24 mars 2022 en demi-finale de barrage qualificatif à la Coupe du monde 2022, entrant à la 76e minute du match perdu en prolongations en Suède. Au mois de juin 2022, Havel dispute deux matchs de Ligue des Nations face à l'Espagne et au Portugal.

## Palmarès
Viktoria Plzeň
- Champion de Tchéquie en 2018 et 2022